# هاياتو يوشيدا (دراج)
هاياتو يوشيدا (باليابانية: 吉田隼人 ) (و. 1989  م) هو دراج، ياباني.

## التعليم
تعلم في المعهد الوطني للياقة والرياضة في كانويا.

## روابط خارجية
- هاياتو يوشيدا على موقع الاتحاد الدولي للدراجات (الإنجليزية)
- هاياتو يوشيدا على موقع أرشيف الدراجات (الإنجليزية)
- هاياتو يوشيدا على موقع إحصائيات الدراجات الإحترافية (الإنجليزية)
- هاياتو يوشيدا على موقع نسبة الدراجات (الإنجليزية)